# Paraphalaenopsis × thorntonii
Paraphalaenopsis × thorntonii là một loài thực vật có hoa trong họ Lan. Loài này được (Holttum) A.D.Hawkes mô tả khoa học đầu tiên năm 1967.